# Långfjället
Långfjället är ett fjällmassiv och naturreservat i Älvdalens kommun i nordligaste Dalarna, öster om Grövelsjön. Naturreservatet bildades 1973 och utökades 1993. Nuvarande areal är 67 800 hektar. Högsta topp är Storvätteshågna som också är Dalarnas högsta punkt med 1 204 m ö.h. Nedanför Långfjällets nordsida ligger Töfsingdalens nationalpark. Det finns vandringsleder på fjället och renbete förekommer. Genom reservatet går vandringsleden Södra Kungsleden.
Tillsammans med intilliggande skyddade områden − Rogen i Härjedalen och Femundsmarka i Sør-Trøndelag och Hedmark i Norge − bildas Gränslandet, ett stort område med höga naturvärden som även har stor betydelse för friluftslivet.

## Galleri

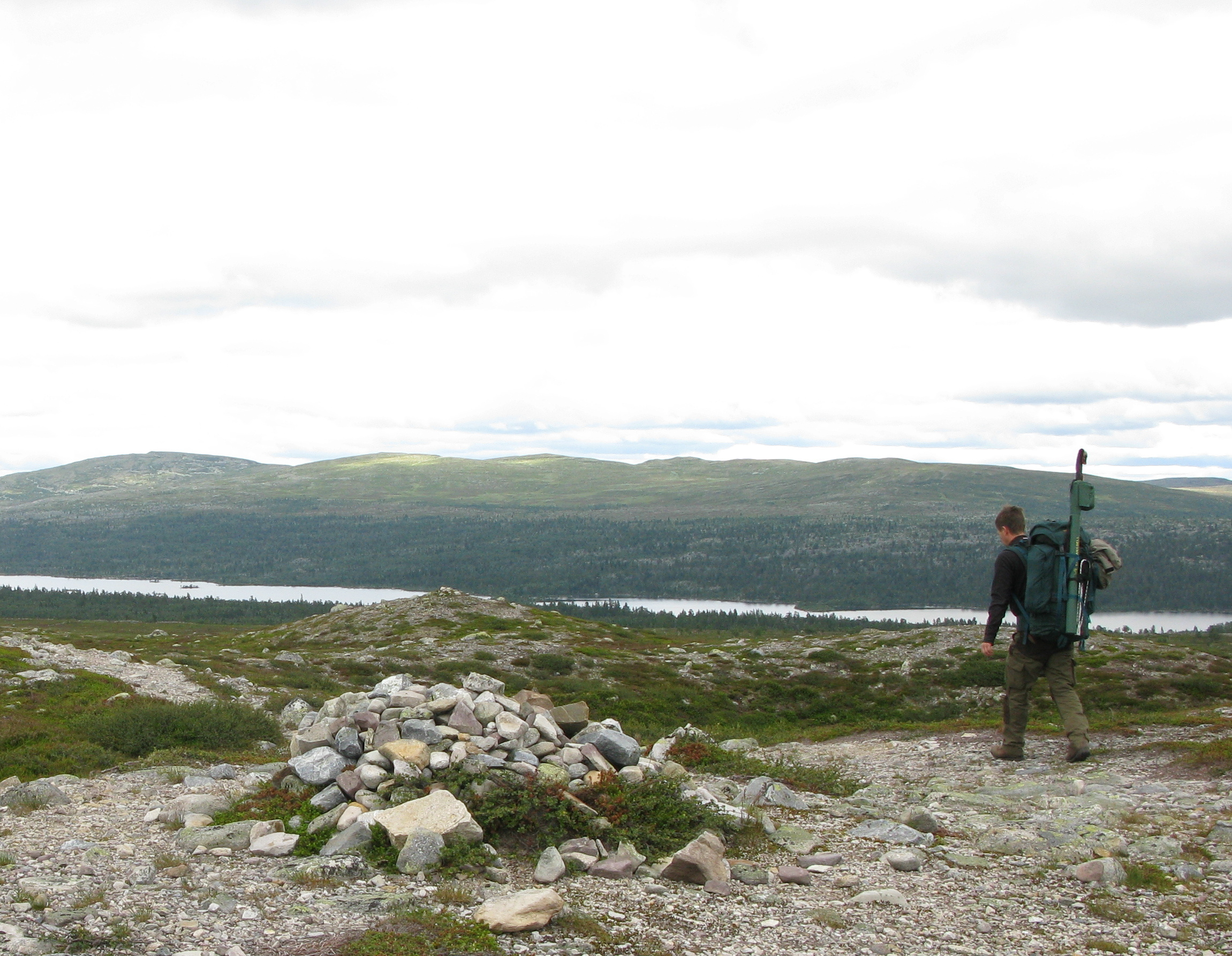
Vy från Långfjällets naturreservat och Södra Kungsleden, med sjön Hävlingen i bakgrunden
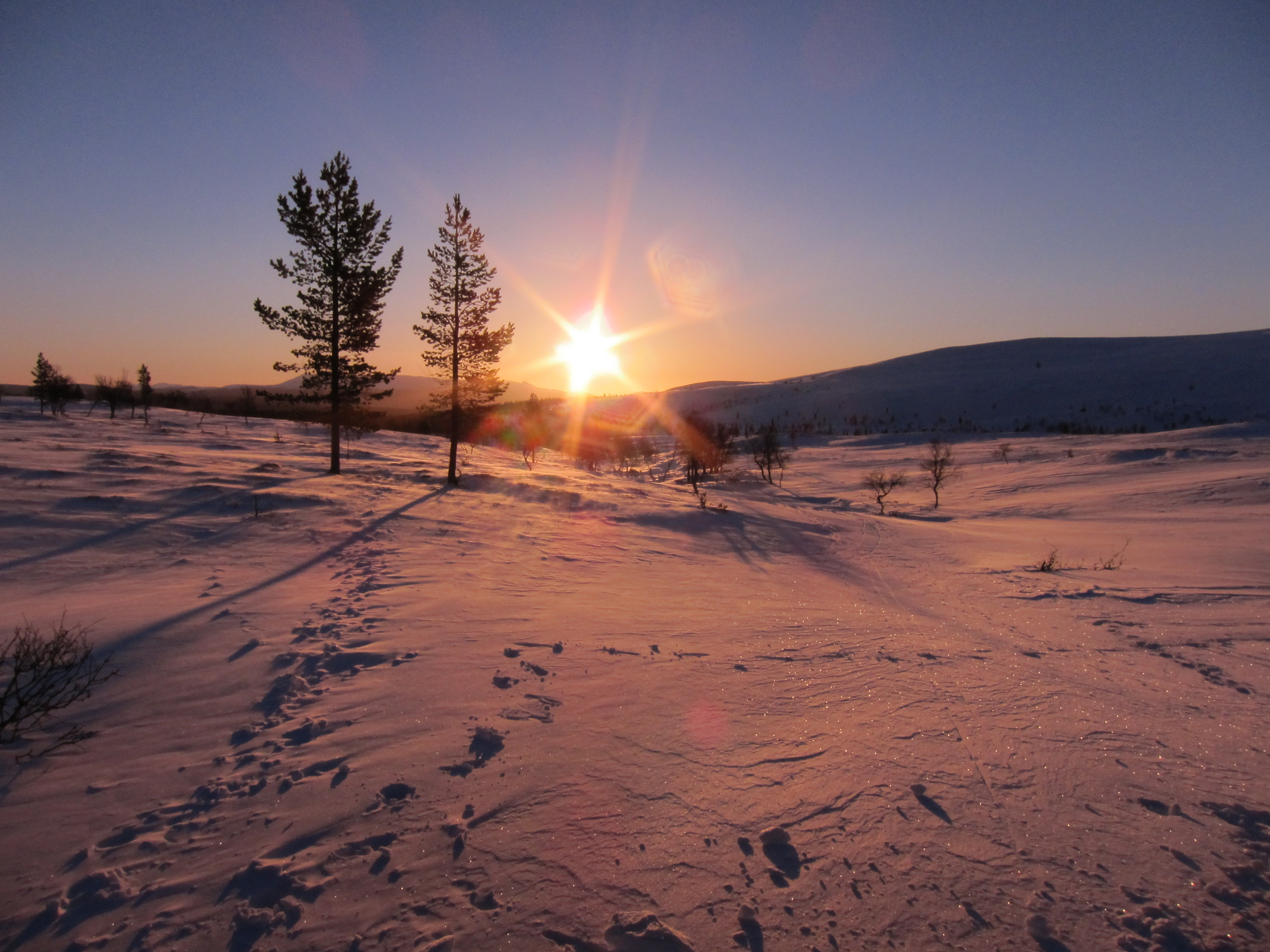
Solnedgång vid Långfjället
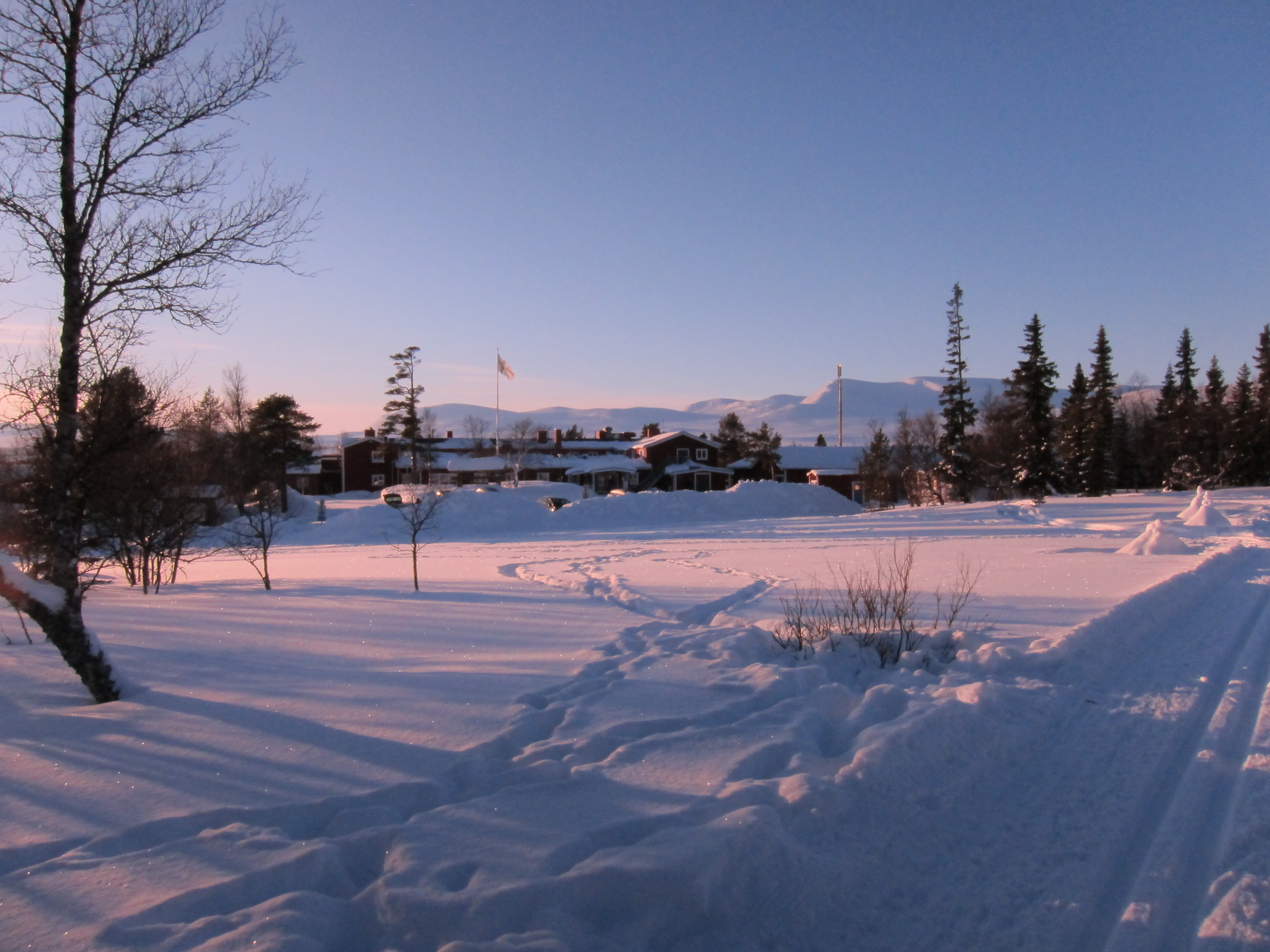
Grövelsjöns fjällstation i Grövelsjön väster om Långfjället